# Stadionul Marin Anastasovici
Stadionul Marin Anastasovici är en multifunktionsarena belägen i staden Giurgiu i Rumänien. Arenan som har plats för 8,500 sittande åskådare öppnades 1963 och byggdes ut 2014.
Arenan är hemmaplan för det rumänska fotbollslaget Astra Giurgiu.